# La Navidad

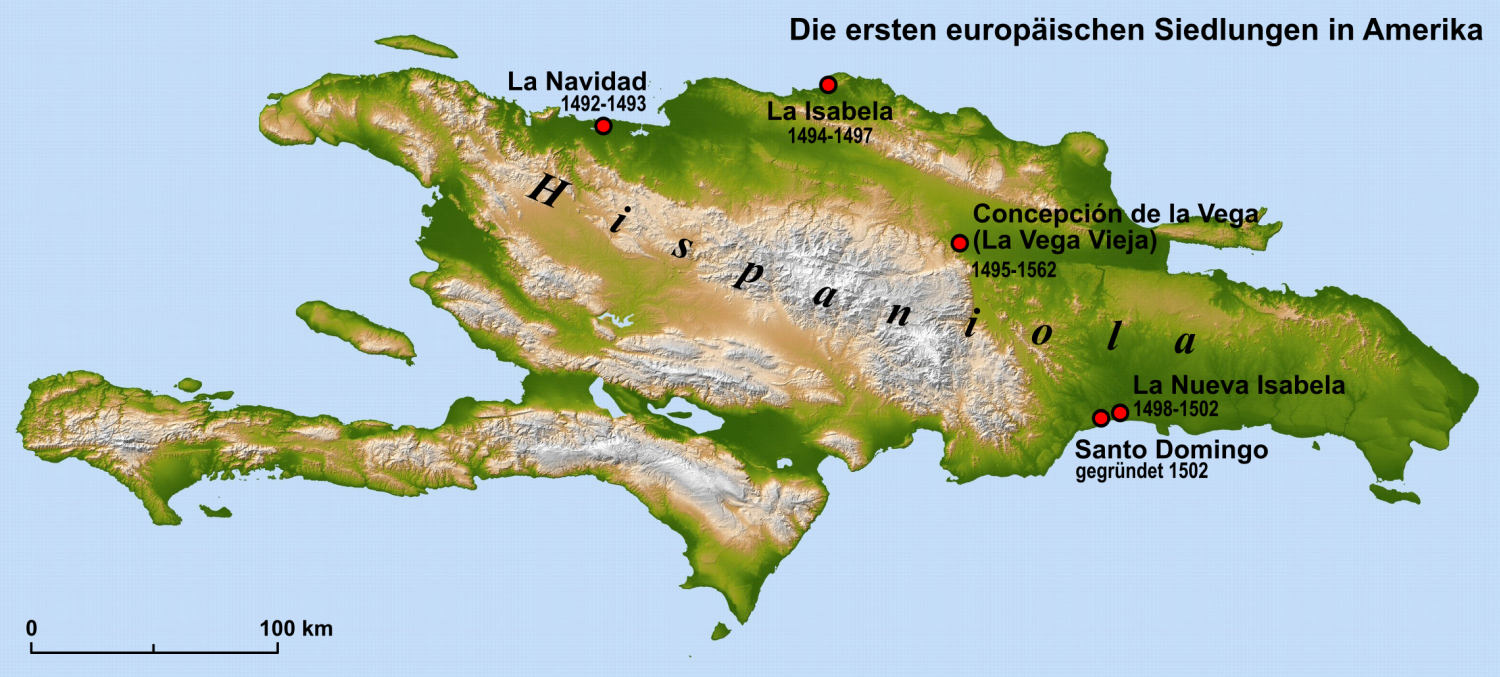

La Navidad war die erste –  kurzlebige – Niederlassung, welche die Spanier auf amerikanischem Boden gründeten, wegen Schiffbruch an Weihnachten eher unfreiwillig. Der Ort war daher durch Umstände bestimmt und lag an der Nordküste der Insel Hispaniola. Auf der ersten Reise von Christoph Kolumbus wurde die Siedlung Ende 1492 eingerichtet. Bei seiner Rückkehr im Herbst 1493 war sie zerstört, Grund und genaue Lage sind ungeklärt.

## Entstehungsgeschichte
Das Flaggschiff des Christoph Kolumbus, die Santa María, lief wegen der Unachtsamkeit eines Besatzungsmitglieds in der Weihnachtsnacht 1492 (der Nacht zum 25. Dezember) auf Grund (ein Riff oder eine Sandbank) und konnte nicht mehr flottgemacht werden. Aus dem Holz des Schiffes ließ Kolumbus mit Hilfe des befreundeten Kaziken Guacanagari und der Taínos ein Fort bauen, das er La Navidad (dt.: die Weihnacht(szeit) oder Weihnachten) nannte.

## Die Besatzung vonLa Navidad
Die Besatzung bestand aus 39 Mitgliedern der Expedition. Kolumbus musste diese Männer zurücklassen, weil das einzige ihm zu diesem Zeitpunkt verbliebene Schiff, die nur ca. 20 m lange Niña, zu klein war, um alle Besatzungsmitglieder wieder zurück nach Europa zu transportieren. Die Pinta unter Kapitän Martín Alonso Pinzón, ein Geschäftsmann, Unterstützer und Rivale von Kolumbus, hatte sich mit dem schnelleren Schiff zuvor ohne Angabe von Gründen oder durch Ausnützung von Wetterumständen von der Flotte entfernt, was später erneut vorkam. Er stieß erst am 6. Januar 1493 unvermutet wieder zu Kolumbus. Dieser änderte seinen Beschluss nicht und sah es durchaus als Fügung an, durch den Verlust der Santa María quasi zur Gründung einer Siedlung unter Zurücklassung einer Besatzung gezwungen zu sein.

## Das Ende
Als Kolumbus auf seiner zweiten Reise am 28. November 1493 La Navidad erreichte, fand er das Fort in Trümmern und die Besatzung tot vor. Auch das benachbarte Dorf des Kaziken Guacanagari war zerstört worden. Die Gründe hierfür sind nicht genau geklärt.
Laut Aufzeichnungen des Kolumbus habe Guacanagari zunächst behauptet, das Fort sei von verfeindeten Stämmen überfallen worden. Dann habe er seine Aussage dahingehend geändert, die Spanier hätten mit den Indianern Streit wegen des Goldes und der Frauen angefangen und die benachbarten Dörfer überfallen. Daraufhin hätten die Taínos als Vergeltungsmaßnahme für die erlittenen Gewalttaten und Plünderungszüge der Spanier das Fort zerstört und die Besatzung getötet.
Einige Wochen nach seiner zweiten Ankunft auf Hispaniola gründete Kolumbus weiter östlich die Kolonie La Isabela, benannt zu Ehren von Königin Isabella I. von Kastilien, einer bedeutenden Förderin von Kolumbus. Diese Siedlung wurde nach einigen Jahren aufgegeben.

## Lage
Die genaue Lage von La Navidad ist – trotz intensiver Forschungsbemühungen – bis heute nicht geklärt. Als gesichert gilt, dass das Fort sich auf dem Staatsgebiet des heutigen Haiti östlich der heutigen Stadt Cap-Haïtien befunden hat. Als Ort wird unter anderem die Bucht nahe der Gemeinde Caracol vermutet.